# Латук посевной
Лату́к посевной, или Салат-латук (лат. Lactúca satíva) — вид однолетних травянистых растений рода Латук семейства Астровые (Asteraceae). Чаще всего его выращивают как листовой овощ.
Салат-латук чаще всего используется для салатов, хотя его также можно увидеть в других видах пищи, таких как супы, бутерброды и роллы; его также можно приготовить на гриле. Один сорт, Спаржевый салат, выращивают из-за его стеблей, которые едят сырыми или приготовленными.
Как правило, выращиваемый как выносливый однолетник салат легко культивируется, хотя для предотвращения быстрого цветения ему требуются относительно низкие температуры.

## Этимология
Научное название рода произошло от латинского слова lac («молоко»), что связано с содержащимся в растении млечным соком, который выделяется при повреждении стеблей и листьев.

## Биологическое описание

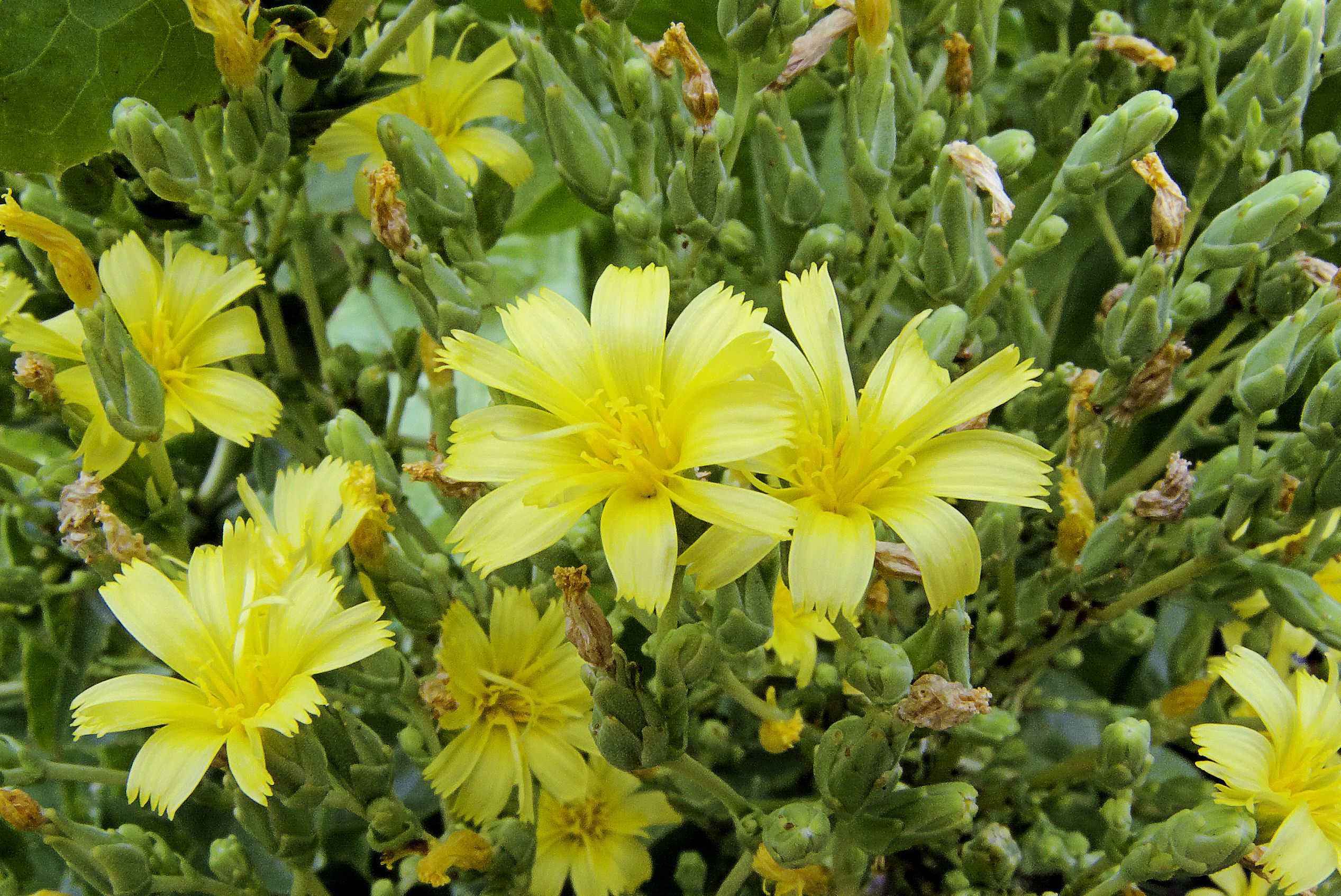
Цветки латука

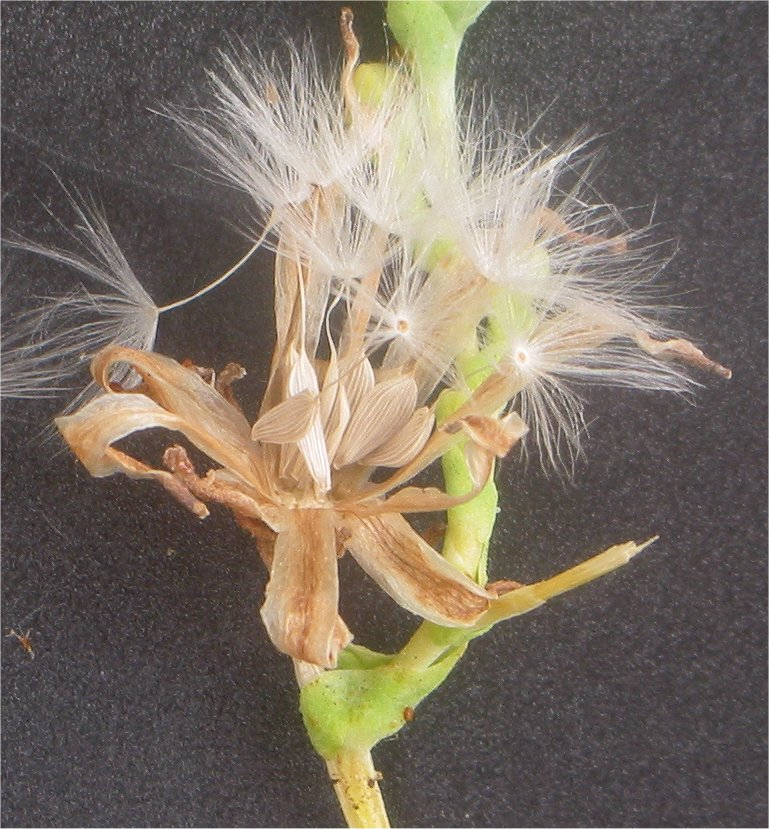
Соцветие со спелыми плодами

Травянистое растение. Растения обычно имеют высоту и размах от 15 до 30 см.
Стебель толстый, сильно разветвлённый, цветоносный, высотой 60—120 см. Вначале развивается розетка прикорневых листьев, затем стебель.
Листья с розеткой прикорневых листьев. Желтовато-зелёные, редко красные. Есть также несколько сортов с жёлтыми, золотистыми или сине-багряными листьями. Зубчатые или изрезанные (струговидные), обратнояйцевидные, горизонтальные, сидячие, цельные, крупные, гладкие, морщинистые, гофрированные или курчавые, у кочанного салата — смыкаются в кочан плоскоокруглой или округлой формы. Основание листьев серцевидно-стреловидное, на нижней стороне по средней жилке листья усажены щетинками.
Выделяют две разновидности:
- листовой (Lactuca sativa var. secalina) — листья не образуют кочан;
- кочанный (Lactuca sativa var. capitata) — листья образуют различной плотности кочан.

Латук имеет широкий спектр форм и текстур, от плотных головок типа айсберга до зубчатых, бахромчатых или взъерошенных листьев листовых сортов.
Растения латука имеют корневую систему, которая включает главный стержневой корень и более мелкие вторичные корни. Некоторые сорта, особенно распространённые в США и Западной Европе, имеют длинные, узкие корни и небольшой набор вторичных корней. Более длинные корни и более разветвлённые вторичные системы встречаются у сортов из Азии.
Соцветия-корзинки небольшие, кувшинообразные, собранные в цилиндрические головки в большом количестве располагаются на стебле метёлкой. Цветки язычковые, обоеполые, мелкие, жёлтые.
Как и другие представители трибы Цикоревые (Cichorieae), соцветия латука (также известные как цветочные головки или capitula) состоят из множества цветков, каждый из которых имеет модифицированную чашечку, называемую паппусом (которая становится перьевым «парашютом» семени), венчик из пяти лепестков, сросшихся в лигулу или ленту, и репродуктивные части. К ним относятся сросшиеся пыльники, образующие трубку, которая окружает рыльце и двураздельное рыльце. По мере того, как пыльники сбрасывают пыльцу, рыльце удлиняется, позволяя рыльцу, покрытому пыльцой, выйти из трубки. Завязи образуют сжатые, обратнояйцевидные (каплевидные) сухие плоды, не раскрывающиеся при созревании, длиной от 3 до 4 мм. Плоды имеют 5-7 ребер с каждой стороны и увенчаны двумя рядами маленьких белых волосков. Папус остается на вершине каждого плода в качестве рассеивающей структуры. Каждый плод содержит одно семя, которое может быть белым, жёлтым, серым или коричневым в зависимости от сорта латука.
Плод — семянка с летучкой.

### Жизненный цикл
В зависимости от сорта и времени года, латук обычно живёт 65—130 дней от посадки до сбора урожая. Поскольку цветущий салат-латук (в результате процесса, известного как стрелкование) становится горьким и непригодным для продажи, растениям, выращиваемым для потребления, редко дают дорасти до зрелости. При жаркой температуре салат-латук цветёт быстрее, в то время как холодная температура вызывает замедление роста и иногда повреждает внешние листья.
Как только растения переходят на съедобную стадию, у них появляются цветочные стебли высотой до 1 м с маленькими жёлтыми цветами.
Холодостойкое (всходы выдерживают температуру до −3, −5 °С), свето- и влаголюбивое растение.

### Селекция
Одомашнивание салата-латука на протяжении веков привело к нескольким морфологическим изменениям в ходе направленной селекции: задержка созревания, более крупные семена, более крупные листья и головки, лучший вкус и текстура, более низкое содержание латекса, различные формы и окраска листьев. Работа в этих областях продолжается и по сей день. Научные исследования генетической модификации латука продолжаются, с 1992 по 2005 год в Европейском Союзе и США было проведено более 85 полевых испытаний для проверки полученных модификаций, позволяющих повысить устойчивость к гербицидам, насекомым-вредителям и грибкам и замедлить процесс созревания. Однако в настоящее время ГМО-латук не используется в коммерческом сельском хозяйстве.

## Распространение
Родина растения неизвестна. Произошёл, возможно, от латука компасного (лат. Lactuca serriola), в диком виде растущего в Западной и Южной Европе, Закавказье, Передней Азии, Северной Африке, в Сибири (до Алтая), Средней Азии.
В культуре латук посевной — во всех странах мира. Введён в культуру в Средиземноморье задолго до нашей эры. Был известен в Древнем Китае, Древнем Египте, популярен в Древней Греции и Древнем Риме. В Европе его начали широко возделывать с XVI века, в России — с XVII века.

## В истории и культуре

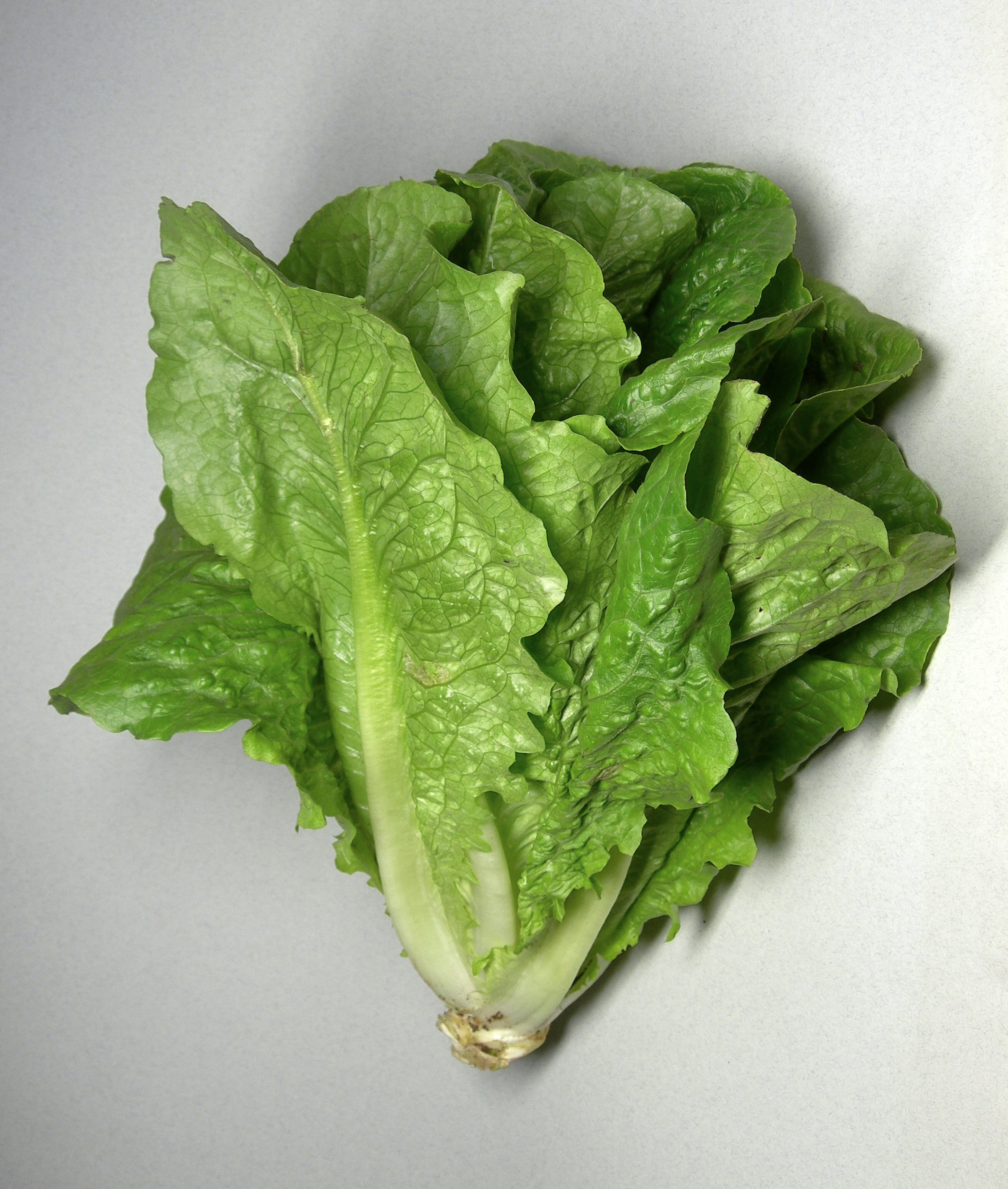
Салат романо, потомок одного из самых ранних культивируемых салатов.

Первоначально салат выращивали древние египтяне, которые превратили его из растения, семена которого использовались для получения масла, в важную продовольственную культуру, выращиваемую из-за его сочных листьев и богатых маслом семян. Салат распространился среди греков и римлян; последние дали ему название lactuca, от которого происходит английский салат. К 50 г. н. э. было описано много его видов, и салат часто упоминался в средневековых писаниях, включая несколько трав. В XVI—XVIII веках в Европе появилось множество сортов, а к середине XVIII века были описаны сорта, которые до сих пор можно найти в современных садах.
Древние греки ежедневно употребляли латук, считалось, что он отрезвляет от выпитого вина. Растение часто использовали в ритуалах как символ тленности красоты. Греки и римляне поклонялись богине любви, а вслед за ней — смертному Адонису, которого она однажды любила. Участники в пышном шествии несли глиняные сосуды, которые наполняли землёй и салатом. Эти «сады Адониса» носили до тех пор, пока салат не увядал.
В Древнем Риме выращиванием латука занимались целые семьи. Фамилия Латурини существует в Италии до сих пор. Густой белый сок латука напоминал молоко, его считали лечебным. С лёгкой руки врача Галена его принимали на ночь для лучшего сна.
В период средневековья отношение к салату было скептическим, лишь в XIV веке он получил широкое распространение в Средней Европе. В XVIII веке в Берлине специалисты готовили салат только в белых перчатках, которые снимали для перемешивания блюда: считалось, что использовать вилку — испортить вкус блюда.
В том же столетии салат начали подавать к столу русских вельмож. Известно, что к каждому званому обеду Разумовского приготовляли около 13 салатов.

## Выращивание

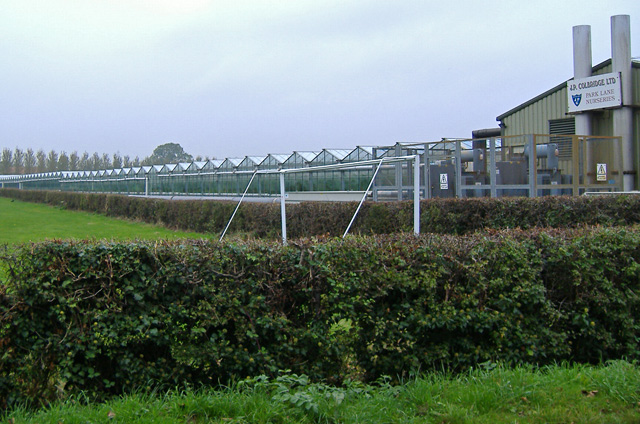
Салатная ферма Park Lane, Коттингем, Восточный райдинг Йоркшира, Англия

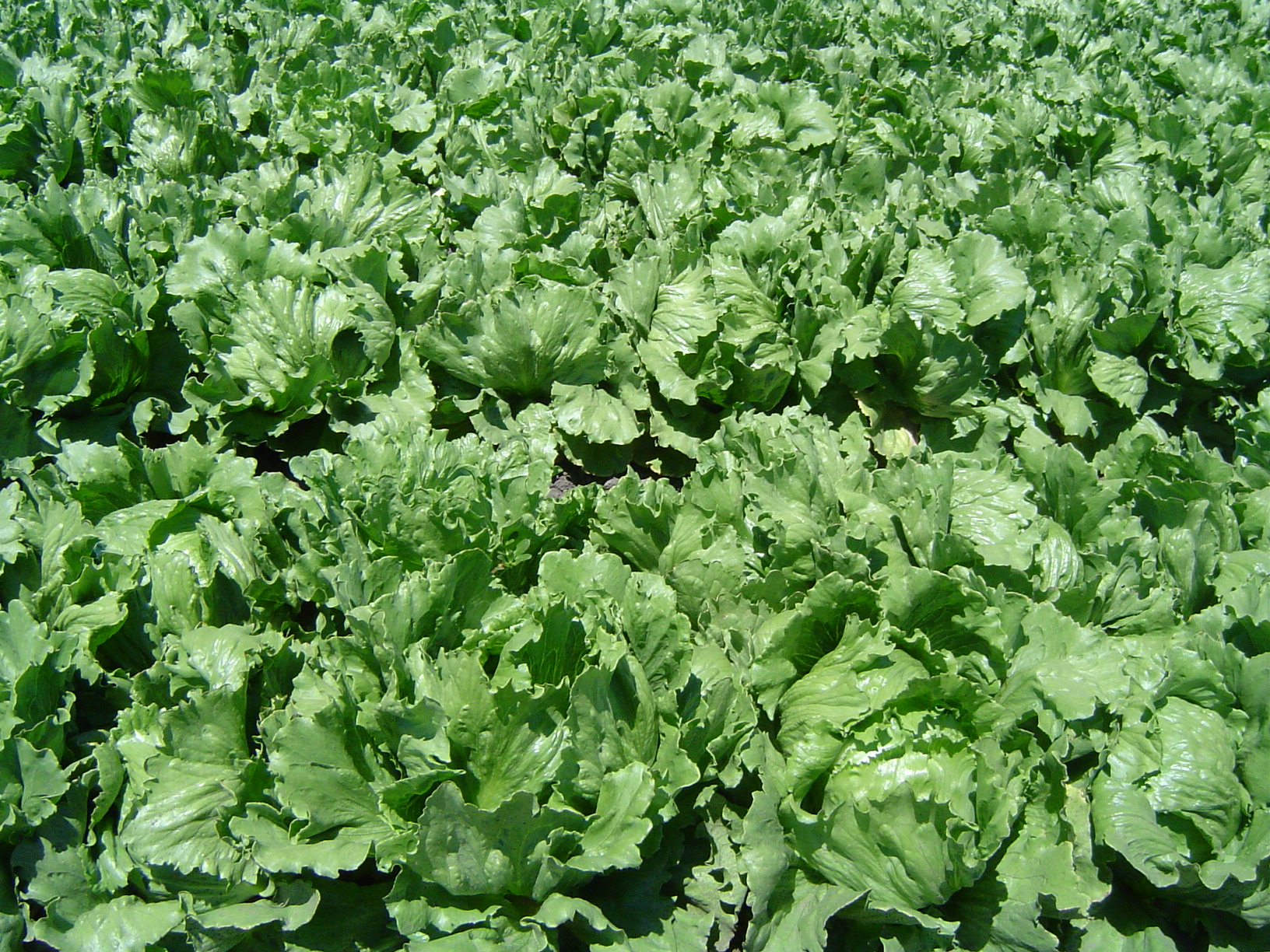
Поле в Калифорнии

Выносливый однолетник, некоторые сорта латука могут зимовать даже в относительно холодном климате под слоем соломы, а старинный сорт негибридного происхождения часто выращивают в парниках. Латук, предназначенный для срезки отдельных листьев, обычно высевают непосредственно в грунт в саду плотными рядами. Кочанные сорта латука обычно начинают выращивать рассадным методом, а после появления нескольких листьев пересаживают в сад на отдельные участки, обычно расположенные на расстоянии 20-36 см друг от друга. Салат-латук, посаженный на большом расстоянии друг от друга, получает больше солнечного света, что улучшает цвет и количество питательных веществ в листьях. Бледно-белые листья салата-латука, такие как центры в некоторых сортах салата айсберг, содержат мало питательных веществ.

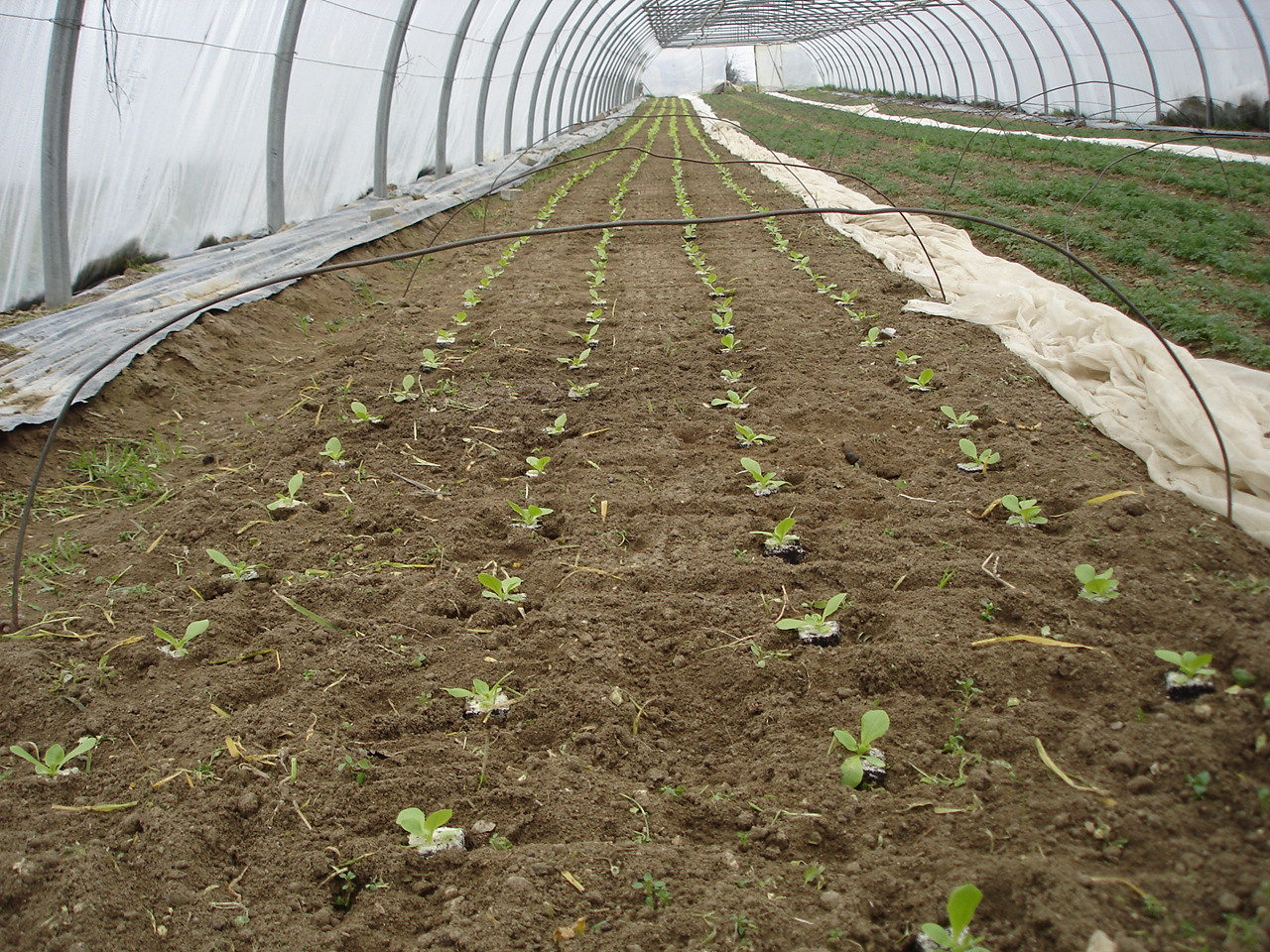
Грядка распикированного салата в теплице

Салат лучше всего растет на полном солнце в рыхлых, богатых азотом почвах с рН от 6,0 до 6,8. Жара обычно заставляет салат стрелковаться, при этом большинство сортов плохо растут при температуре выше 24 °C; низкие температуры способствуют лучшей урожайности, при этом предпочтительна температура от 16 до 18 °C, а допустима температура до 7 °C.
Растения в жарких районах, которым предоставляется полутень в самое жаркое время дня, ползут медленнее. Температура выше 27 °C обычно приводит к плохому прорастанию семян салата или его отсутствию. После сбора урожая салат дольше всего хранится при температуре 0 °C и влажности 96 %. Высокое содержание воды в салате (94,9 %) создает проблемы при попытках сохранить растение — его нельзя успешно заморозить, консервировать или высушить, и его нужно есть свежим. Несмотря на высокое содержание воды, традиционно выращиваемый салат имеет низкий водный след: на каждый килограмм произведенного салата требуется 237 литров воды. Гидропонные методы выращивания могут снизить потребление воды почти на два порядка.
Сорта салата скрещиваются друг с другом, в результате чего расстояние между ними должно быть от 1,5 до 6 м, необходимое для предотвращения переопыления при сохранении семян. Салат также будет скрещиваться с Lactuca serriola, в результате чего из семян часто получаются растения с жёсткими горькими листьями. Спаржевый салат, сорт салата, выращиваемый в основном в Азии из-за его стеблей, легко скрещивается с салатом, выращиваемым из-за листьев. Однако эта склонность к скрещиванию привела к программам разведения с использованием близкородственных видов Lactuca, таких как L. serriola, L. saligna и L. virosa, для расширения доступного генофонда. Начиная с 1990-х годов такие программы стали включать более отдаленные виды, такие как L. tatarica.
Семена лучше всего сохраняются в прохладных условиях и, если они не хранятся в криогенных условиях, дольше всего сохраняют жизнеспособность при хранении при температуре −20 °C ; они относительно недолговечны при хранении. При комнатной температуре семена салата сохраняют всхожесть всего несколько месяцев. Однако, когда свежесобранные семена салата хранятся криогенно, этот срок увеличивается до 500 лет для испаренного азота и 3400 лет для жидкого азота; это преимущество теряется, если семена не замораживаются сразу после сбора урожая.

### Проблемы выращивания
Дефицит питательных веществ в почве может вызвать множество проблем с растениями, от уродливых растений до отсутствия роста кочана.[31] Салат привлекает многих насекомых, в том числе совок, которые срезают всходы на уровне почвы; щелкуны и нематоды, вызывающие желтизну, чахлость растений; Lygus lineolaris и тли, которые вызывают желтые, деформированные листья; цикадки, вызывающие задержку роста и бледность листьев; трипсы, окрашивающие листья в серо-зеленый или серебристый цвет; минёры, которые создают туннели в листьях; земляные блошки, прорезающие в листьях небольшие отверстия и гусеницы, слизни и улитки, прорезающие в листьях большие отверстия. Например, личинки бабочки тонкопряд хмелевой — распространенный вредитель растений салата.
Млекопитающие, в том числе кролики и сурки, также едят растения. Салат содержит несколько защитных соединений, в том числе сесквитерпеновые лактоны и другие природные фенолы, такие как флавонол и гликозиды, которые помогают защитить его от вредителей. Некоторые сорта содержат больше, чем другие, и некоторые исследования по селекции и генетической модификации были сосредоточены на использовании этого признака для выявления и получения коммерческих сортов с повышенной устойчивостью к вредителям.

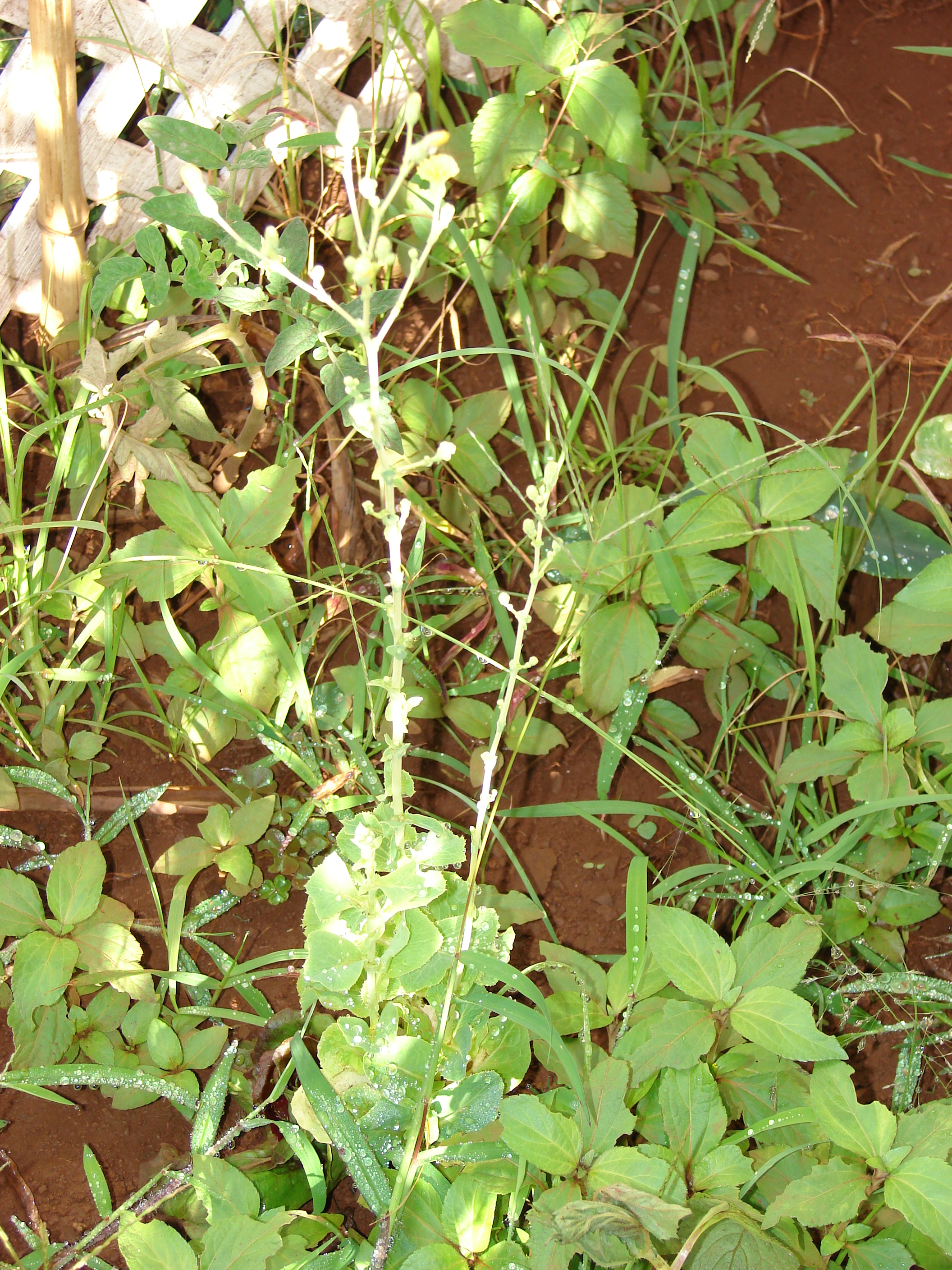
Стрелкующийся салат

Салат также страдает от нескольких вирусных заболеваний, в том числе от Olpidium brassicae, которая вызывает жёлтые, деформированные листья, и от вируса мозаики Lettuce mosaic virus, который распространяется тлей и вызывает задержку роста растений и деформацию листьев. Желтуха растений — это инфекция, переносимая цикадками, вызывающая деформацию листьев. К грибковым заболеваниям относятся мучнистая роса и ложная мучнистая роса, которые вызывают плесень и отмирание листьев, а также низшую гниль, опадение салата и серую гниль, которые вызывают гниение и разрушение целых растений. Бактериальные заболевания включают Botrytis cinerea, для лечения которых можно использовать УФ-С облучение: Vàsquez et al. 2017 обнаружили, что активность фенилаланин-аммиак-лиазы, производство фенолов и устойчивость B. cinerea повышаются под воздействием УФ-С. Скученность салата привлекает вредителей и болезни.
Сорняки также могут быть проблемой, поскольку культивируемый салат, как правило, не может конкурировать с ними, особенно при непосредственном посеве в землю. Пересаженный салат (выращенный в квартирах, а затем перенесенный на грядки) обычно более конкурентоспособен на начальном этапе, но все же может быть переполнен позже в течение сезона, что приводит к деформированию салата и снижению урожайности. Сорняки также служат домом для насекомых и болезней и могут затруднить сбор урожая. Гербициды часто используются для борьбы с сорняками в коммерческом производстве. Однако это привело к развитию устойчивых к гербицидам сорняков при выращивании салата.

## Производство
В 2017 году мировое производство салата-латука составило 27 млн тонн, причём только Китай произвёл 15,2 млн тонн, что составляло 56 % от общемирового объёма.
Салат-латук — единственный представитель рода Lactuca, выращиваемый в коммерческих целях. Хотя Китай является ведущим мировым производителем салата, большая часть урожая потребляется внутри страны. Испания является крупнейшим в мире экспортёром салата, а США занимают второе место.

## Использование
Овощная культура. В основном используется как витаминная зелень. В пищу используют листья, кочан, утолщённый стебель. Листья и кочаны съедобны в свежем виде до образования растением стебля, потом они становятся горьковатыми.
Сочные листья салата-латука богаты витаминами (С, В, PP и другими), солями калия, железа, фосфора и других элементов, каротином, содержат сахар и лимонную и фолиевую кислоты. Соли калия и кальция на 100 г салата: 220 и 77 соответственно. В латуке содержится щавелевая кислота (33 мг в 100 г). Тёмно-зелёный латук ценен каротином и аскорбиновой кислотой. Среднее содержание аскорбиновой кислоты в листьях салата-латука колеблется в зависимости от сорта от 153 до 291 мг на 100 г.
Известны сорта так называемого римского салата (ромен-салата) с очень рыхлыми кочанами.
Как описано около 50 г. н. э., римляне часто готовили листья салата и подавали их с заправкой из масла и уксуса; однако листья меньшего размера иногда ели в сыром виде. Во время правления Домициана в 81-96 годах нашей эры появилась традиция подавать салат из листьев салата перед едой. Постримская Европа продолжила традицию поширования салата, в основном с крупными сортами ромэн, а также метод заливки листьев горячей смесью масла и уксуса.
Сегодня большую часть салата выращивают из-за его листьев, хотя один вид выращивают из-за стебля, а другой — из-за семян, из которых делают масло. Чаще всего салат используется в салатах отдельно или с другой зеленью, овощами, мясом и сырами. Салат романо часто используется для салатов Цезарь. Листья салата также можно найти в супах, бутербродах и рулетах, а стебли едят как сырыми, так и приготовленными.
Потребление салата в Китае развивалось иначе, чем в западных странах, из-за риска для здоровья и культурного отвращения к употреблению сырых листьев; Китайские «салаты» состоят из термически обработанных продуктов и подаются горячими или холодными. Салат-латук также используется в большем количестве блюд, чем в западных странах, внося свой вклад в ряд блюд, включая соевый творог тофу и мясные блюда, супы и стир-фрай, приготовленное без добавок или с другими овощами. Стеблевой салат, широко потребляемый в Китае, едят сырым или приготовленным, в основном в супах и стир-фрай. Салат также используется в качестве основного ингредиента при приготовлении салатного супа.

## Классификация

### Таксономия[23]
Lactuca sativa L., 1753, Sp. Pl. : 795
Вид Латук посевной относится к роду Латук семейства Астровые (Asteraceae) порядка Астроцветные (Asterales). Кладограмма в соответствии с Системой APG IV:
|  |                                      |  |                                   |                                   |                    |  | ещё 10 семейств | ещё 10 семейств |                |  |                        |  | еще 122 подтвержденных и 90 в статусе "непроверенных" видов и инфравидовых таксонов | еще 122 подтвержденных и 90 в статусе "непроверенных" видов и инфравидовых таксонов |  |
|  |                                      |  |                                   |                                   |                    |  | ещё 10 семейств | ещё 10 семейств |                |  |                        |  | еще 122 подтвержденных и 90 в статусе "непроверенных" видов и инфравидовых таксонов | еще 122 подтвержденных и 90 в статусе "непроверенных" видов и инфравидовых таксонов |  |
|  |                                      |  |                                   | порядок Астроцветные              |                    |  |                 |                 | род Якобея     |  |                        |  |                                                                                     |                                                                                     |  |
|  |                                      |  |                                   | порядок Астроцветные              |                    |  |                 |                 | род Якобея     |  | 3 инфравидовых таксона |  |                                                                                     |                                                                                     |  |
|  | отдел Цветковые, или Покрытосеменные |  |                                   |                                   | семейство Астровые |  |                 |                 | Латук посевной |  |                        |  |                                                                                     |                                                                                     |  |
|  | отдел Цветковые, или Покрытосеменные |  |                                   |                                   |                    |  |                 |                 |                |  |                        |  |                                                                                     |                                                                                     |  |
|  |                                      |  | ещё 63 порядка цветковых растений | ещё 63 порядка цветковых растений |                    |  |                 | ещё 1804 рода   | ещё 1804 рода  |  |                        |  |                                                                                     |                                                                                     |  |
|  |                                      |  |                                   | ещё 63 порядка цветковых растений |                    |  |                 |                 | ещё 1804 рода  |  |                        |  |                                                                                     |                                                                                     |  |

### Инфравидовые таксоны
(в статусе непроверенных по состоянию на декабрь 2022 г.)
- Lactuca sativa subsp. serriola  (L.) Frietema
- Lactuca sativa var. angustana  Irish
- Lactuca sativa var. yemensis  X.S.Shen & Run L.Lu

### Синонимы
- Lactuca capitata  Garsault
- Lactuca capitata  DC.
- Lactuca crispa  (L.) Roth
- Lactuca esculenta  Salisb.
- Lactuca integrifolia  Bigelow
- Lactuca laciniata  Roth
- Lactuca laciniata  (Houtt.) Makino
- Lactuca palmata  Willd.
- Lactuca sativa subsp. asparagina  (L.H.Bailey) Janch.
- Lactuca sativa subsp. capitata  (L.) Schübl. & G.Martens
- Lactuca sativa subsp. crispa  (L.) Schübl. & G.Martens
- Lactuca sativa subsp. longifolia  (Lam.) Alef.
- Lactuca sativa subsp. minii  Hadidi
- Lactuca sativa subsp. romana  Spielm. ex Schübl. & G.Martens
- Lactuca sativa subsp. sativa
- Lactuca sativa subsp. secalina  Alef.
- Lactuca sativa var. asparagina
- Lactuca sativa var. sativa
- Lactuca scariola var. sativa  (L.) Boiss.
- Lactuca scariola var. sativa  Moris